# Setodes akutila
Setodes akutila är en nattsländeart som beskrevs av Schmid 1987. Setodes akutila ingår i släktet Setodes och familjen långhornssländor. Inga underarter finns listade i Catalogue of Life.